# Esens
Esens (pronunciación en alemán: /ˈeːzn̩s/ⓘ) es un municipio situado en el distrito de Wittmund, en el estado federado de Baja Sajonia (Alemania). Su población estimada a finales de 2016 era de 7343 habitantes.
Se encuentra ubicado al norte del estado, a poca distancia a poca distancia de la costa del mar del Norte.